# The Principle of Moments
The Principle of Moments – drugim album solowy Roberta Planta frontmana zespołu Led Zeppelin.
Podobnie jak pierwszy solowy album Planta, "Pictures at Eleven", utwory opuściły hardrockowe brzmienie Led Zeppelin. W dwóch utworach na perkusji wystąpił Barriemore Barlow z zespołu Jethro Tull. W pozostałych utworach na perkusji wystąpił Phil Collins.
Collins był perkusistą zespołu Planta w północno-amerykańskiej części trasy koncertowej. Miał zaszczyt występować w tle, pomimo swojego ogromnego sukcesu jako solisty i w zespole Genesis w owym czasie. Także Richie Hayward grał na perkusji w pozostałych terminach koncertowych.

## Lista utworów
Strona A
1. "Other Arms" – 4:20
2. "In The Mood" – 5:19
3. "Messin' with the Mekon" – 4:40
4. "Wreckless Love" – 5:18

Strona B
1. "Thru' with the Two Step" – 5:33
2. "Horizontal Departure" – 4:19
3. "Stranger Here... Than Over There" – 4:18
4. "Big Log" – 5:03

## Twórcy albumu
- Robert Plant - wokal prowadzący
- Robbie Blunt - gitara
- Jezz Woodroffe - instrumenty klawiszowe, syntezatory
- Phil Collins - perkusja (utwory 1-3, 5-6, 8)
- Barriemore Barlow - perkusja (utwory 4 i 7)
- Paul Martinez - gitara basowa
- John David - wokal
- Ray Martinez - wokal
- Bob Mayo - gitary

## Notowania
|                                           | \| Lista \| Najwyższa pozycja \| \| ----------------------------------------- \| ----------------- \| \| Australian Kent Music Report Albums Chart \| 10 \| \| New Zealand Albums Chart[2] \| 1 \| \| Swedish Albums Chart[3] \| 41 \| \| UK Albums Chart[4] \| 7 \| \| US Billboard 200 \| 8 \| |
| Lista                                     | Najwyższa pozycja |
| Australian Kent Music Report Albums Chart | 10 |
| New Zealand Albums Chart                  | 1 |
| Swedish Albums Chart                      | 41 |
| UK Albums Chart                           | 7 |
| US Billboard 200                          | 8 |